# Páramo El Banco
El Páramo El Banco es una ecorregión de páramo andino, en el corazón de la Sierra Nevada de Mérida, al norte de la localidad de Mucuchíes y al oeste de Apartaderos, en el estado Mérida, Venezuela. A una altitud de 4.416 m s. n. m. Páramo El Banco es el segundo páramo andino más elevado en Venezuela.
Su extremo Este colinda con el monumental Páramo Piedras Blancas y hacia el Oeste limita con el Páramo de Agua Blanca que se continúa hacia el Páramo La Culata. Hacia el Norte se ubica el Cerro El Morrón. Las comunidades andinas de Santa Rita y El Banco se ubican sobre el páramo El Banco.
Su punto más elevado conforma la falda este del tucaní o Pico Pan de Azúcar. El Páramo de Banco está ubicado en la cuenca conjunta de los ríos Chama y Torondoy.

## Historia
En el pasado la región del norte de Mucuchíes hacia el páramo El Banco era habitada por indígenas Misintá y Mocao hasta la llegada de la colonización española entre 1596-1598. La región era notoria por la gran actividad agraria, en especial la papa y otros tubérculos comestibles característicos de las tierras andinas de gran altitud. En vista del gran desnivel del terreno producido por la deglaciación, los indígenas nativos que habitaban el páramo el Banco y sus alrededores se convirtieron en pioneros de la construcción y el uso de andenes agrícolas en las colinas del páramo. Los ritos agrarios eran comunes entre los indígenas Misintá y sus vecinos del sur de Mucuchíes, los Misteques, quienes según la creencia, apelaban a los poderes místicos de las rocas capaces de causar influencia sobre ciertos poderes mentales.

## Geología
El Páramo el Banco fue parte de una extensa recesión glacial que ocurrió durante el final del periodo pleistoceno. Esta deglaciación ocurrió en dos partes, la segunda de ellas se extendió por el corazón del páramo el Banco.  Por motivo de esta recesión glacial, los suelos rocosos del páramo El Banco tienen la peculiaridad de poseer una marcada transición entre depósitos glaciolacustrinos y otro segmento de rocas formadas por sedimentos postglaciales.
Las elevaciones más altas están en la falda sureste del Páramo de El Banco las cuales están a unos 300 m más bajos que el valle Mucubají (4.609 m). Es por ello que los glaciares sobrevivieron menos tiempo en los alrededores del Páramo en comparación con el vecino valle de Mucubají. Además, la precipitación y la nubosidad son muy reducidas en las laderas del Páramo El Banco en relación con la región Mucubají. Por lo tanto, la configuración geográfica de estas laderas probablemente impulsaron una asimetría en las alturas de los glaciares de la región lo que pudo haber contribuido al retraso deglacial en las zonas de mayor altitud.

## Flora
La botánica del Páramo El Banco ha sido estudiada desde comienzos del siglo XX por Alfredo Jahn y su equipo de biólogos. El páramo y sus alrededores posee un denso bosque que es mezcla de la selva lluviosa de tipo submontano y montano siempreverde. De acuerdo a la altitud se aprecian formaciones vegetales del Páramo subalpino, predominando especies endémicas comunes a todos los Andes Venezolanos. Entre ellas se encuentran el Guamo (Inga nobilis), el emblemático Bucare (gen. Erythrina), el Pino Laso (Decussocarpus sp.), el Jabillo (Hura crepitans), Cedro (Cedrela odorata), Laurel (Ficus maxima) y el yagrumo de hoja blanca.

### Agricultura
El páramo el Banco forma una gran cuenca rica en irrigación natural por lo que es un punto altamente favorable para el pastoreo el cual se intensifica en las praderas y pantanos altos. El tiempo de regeneración de los extensos suelos de la pradera, que son pastoreados por animales vacunos de manera rotatoria, es breve lo que ha acelerado los mecanismos de sucesión ecológica sobre las gramíneas del páramo. Ello ha tenido un claro impacto sobre la ganadería y la riqueza del número de especies gramíneas en la cuenca de El Banco, sin embargo, no parece tener una clara correlación con la intensidad del pastoreo y podría ser más por el aumento en la proporción de especies de malezas nativas (Acaulimalva acaulis, Aciachne pulvinata, Geranium sp., etc.) y exóticas (Rumex acetosella, Taraxacum officinale, etc.) que han competido durante esta sucesión ecológica, contrarrestada a su vez por una caída en el número de especies forrajeras nativas (por ejemplo, de los géneros Calamagrostis, Carex, Muehlenbeckia, Agrostis, etc.)

## Ascenso
Aun cuando el Páramo El Banco es una de las montañas más altas de la Cordillera de Mérida, no es tan frecuentemente escalada como el Pico Pan de Azúcar y el Páramo La Culata situados más al oeste. La ruta más frecuente es a través del lado sur del páramo. Los accesos principales son dos: uno por la población de La Musuy, al norte de Los Aposentos, y la otra por el valle de Misintá. Son aproximadamente 5 kilómetros desde Misintá hasta la Laguna la Carbonera. La región desde Misiguá pasando unos 5 km por Los Aposentos y otros 2 km hasta La Musuy es una microcuenca ampliamente usada para la agricultura de ladera andina.
El páramo El Banco puede ser escalado con mayor facilidad durante la estación seca, de octubre a marzo en vista de que las lluvias aumentan los cauces de los múltiples ríos y quebradas del páramo. El Banco cuenta con varias lagunas, incluyendo La Carbonera, Laguna Larga y Laguna Los Locos. El camino es frecuente para el uso de ciclismo de montaña por el estilo cortafuego de la ruta que vira primero hacia el oeste y luego al norte hacia el páramo. El camino llega a una intersección que conduce por la derecha hasta varias lagunas y más al norte a la Roca Peña La Bartolo. Hacia la izquierda la ruta también prosigue por varias lagunas de pequeño calibre hasta terminar en la gran Laguna La Carbonera donde se asienta el caserío de Santa Rita en el corazón del Páramo El Banco, laguna que es punto frecuente de pesca y consecuente excursionismo.
El acceso por el oeste se obtiene en dirección del poblado de Los Aposentos, una carretera tortuosa que recubre las faldas cultivadas del valle hasta el caserío de La Musuy en la base del cerro Mesa La Angostura. Este punto es relativamente aislado y el camino se pierde con frecuencia entre varias lagunas alrededor de Mesa La Angostura, pero manteniendo dirección norte conecta con el cortafuego que lleva a la Laguna La Carbonera. El camino lleva a lo largo de múltiples cultivos de hortalizas, especialmente de ajo.

## Ubicación

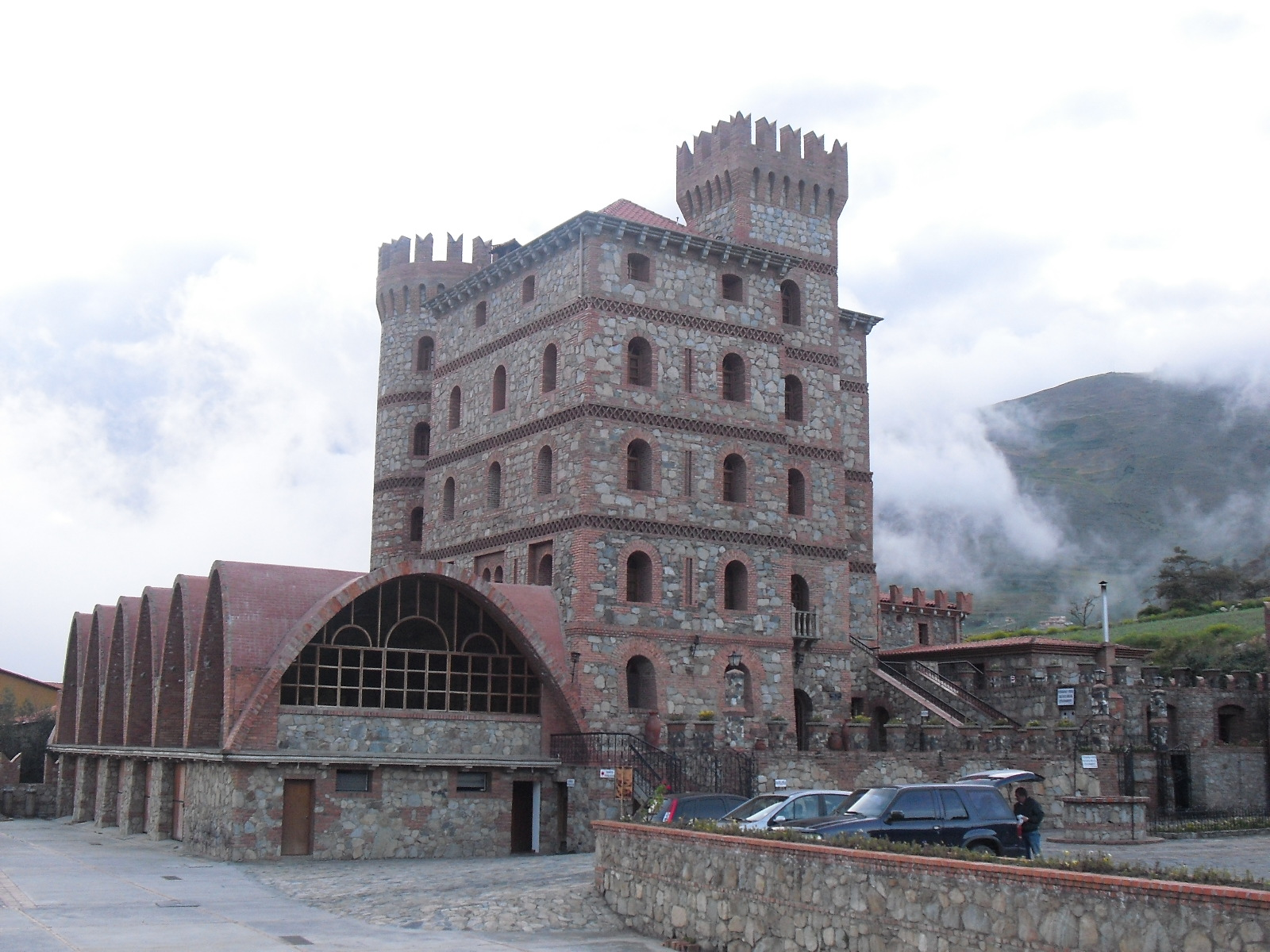
Castillo de San Ignacio y el cerro hacia Misintá en el fondo

El páramo el Banco se encuentra al norte de la carretera Trasandina a nivel de la población de Mucuchíes y Misintá a orillas del cerro Las Viribiras. El caserío de Misintá es la prolongación Este de la Avenida Arzobispo, en el extremo norte de la ciudad de Mucuchíes. El extremo oeste del páramo El Banco está ubicado al norte del caserío La Musuy que está en la extensión oeste de la Avenida Arzobispo de Mucuchíes a orillas de la Troncal 7 en un punto de intersección a nivel del poblado de Misiguá a aproximadamente 3100 m s. n. m. que presenta pendientes de hasta 50% con andeles agrícolas hasta la Laguna La Carbonera.
Desde El Páramo El Banco se consigue acceso a caminos de tierra suave que llevan a varios escenarios de los Andes. Entre ellos, el Pico Piedras Blancas, el Pico Pan de Azúcar y varios páramos vecinos incluyendo el Páramo La Culata. En vista de la multitud de lagunas y riachuelos, el Banco es un sitio frecuente de acampamento para alpinistas de poca experiencia y no aclimatados a la altura o que bien hayan comenzado la ruta a una hora muy tarde.